# Thorildskolan
Thorildskolan är ett högstadium i centrala Kungälv i södra Bohuslän. Skolan byggdes under 1950-talet för Kungälvs högre allmänna läroverk. 1969 öppnades Kongahällagymnasiet som låg på andra sidan Kongahällagatan och skolan är sedan dess enbart ett högstadie. Thorildskolan har byggts till vid ett par tillfällen under 1960-, 1970- och 1980-talet. Skolan helrenoverades 2015–2017.
Skolan har fått sitt namn efter Thomas Thorild, som bodde i Kungälv som ung och påbörjade sin utbildning i staden, och på skolan finns en porträttbyst av honom.
Den 4 mars 1961 inträffade ett skottdrama på skolan då en elev dödades.
Natten till lördagen den 29 april 2017 eldhärjades Thorildskolan svårt.